# Чимомбо, Каллиста
Каллиста Чимомбо (англ. Callista Chimombo; род. 24 мая 1959, Зомба) — малавийский политический деятель и вдова бывшего президента Бингу ва Мутарики. Занимала должность первой леди Малави с 2010 по 2012 год. Ранее была членом кабинета министров Малави в должности национального координатора по вопросам здоровья матери, младенца и ребенка, а также ВИЧ/питания/малярии и туберкулеза.
В настоящее время является Высоким комиссаром Малави в Кении. 1 апреля 2022 года вручила свои дипломатические верительные грамоты президенту Кении. Ранее также была членом Панафриканского парламента и министром туризма, дикой природы и культуры Малави.
С 2005 года была секретарём Женского собрания Малави. Является бывшим членом Демократической прогрессивной партии и Объединённого демократического фронта.

## Биография
В январе 2010 года, после периода интенсивных спекуляций, было объявлено, что Каллиста Чимомбо и президент Бингу ва Мутарики поженятся 1 мая 2010 года. Они обручились в День святого Валентина 2010 года на традиционной церемонии, которая транслировалась в новостях. В какой-то момент они продемонстрировали свою радость, выйдя вместе на танцпол, где дети, члены семьи и гости провели почти 20 минут, танцуя под музыку. Они поженились в католической церкви.
Прежде чем заняться политикой, она работала в проекте Джойс Банда «Голод». С 2005 года была секретарём Женского собрания Малави. Также была членом парламента от избирательного округа Ликангала в округе Зомба, членом Панафриканского парламента и министром туризма и культуры Малави. Стала первой леди Малави после того, как вышла замуж за Бингу ва Мутарику.

## Первая леди Малави
С 2010 года была первой леди Малави до смерти Бингу ва Мутарики 5 апреля 2012 года. Была политически активной первой леди: публично высказалась по поводу решения Демократической прогрессивной партии об увольнении первого и второго вице-президента, заявив, что Джойс Банда (которая публично не выражала заинтересованности баллотироваться на пост президента) не имеет права выдвигаться на эту должность. Она заявила, что сторонники Джойс Банды дразнят себя, проводя параллели с первой женщиной-президентом Либерии Эллен Джонсон-Серлиф. Некоторые аналитики предполагали, что она могла баллотироваться на пост президента в 2014 году.

### Роль безопасного материнства
В августе 2010 года президент Бингу ва Мутарика назначил её послом доброй воли Африканского союза по вопросам безопасного материнства, сменив вице-президента Джойс Банду. Национальный координатор по безопасному материнству в Малави следовал концепции национального посла доброй воли по безопасному материнству, инициированной Конференцией министров здравоохранения Африканского союза в 2005 году. Также возглавляла Фонд безопасного материнства, который стремился содействовать улучшению положения женщин и уязвимых групп населения во всех секторах.

### Программа борьбы с малярией
Отвечала за программу страны по борьбе с малярией, как член кабинета министров с 8 сентября 2011 года.

### Официальные обязанности и роль кабинета министров
После прихода к власти ей часто отводилась роль официального вице-президента, а имя Джойс Банды было исключено из официального списка кабинета министров Малави. Также была назначена в кабинет министров Малави 8 сентября 2011 года в качестве национального координатора по вопросам здоровья матери, младенца и ребенка, а также ВИЧ/питания/малярии и туберкулеза. Её работа, включая благотворительную деятельность, рассматривалась администрацией Бингу ва Мутарики как оплачиваемая должность, и она получала ежемесячную сумму более 7000 долларов США за благотворительную деятельность в качестве координатора безопасного материнства. 8 сентября 2011 года интернет-газеты Maravi Post и Nyasatimes Newspapers сообщили, что Каллиста Мутарика была случайно или намеренно указана в качестве вице-президента Малави на официальном сайте правительства Малави, и приложили скриншоты. Данная информация была исправлена на сайте правительства. Однако администрация Бингу ва Мутарики отрицала, что она являлась вице-президентом страны.

### Критика НПО и гражданского общества
Создала напряжённость в обществе из-за выступления, в котором она раскритиковала местные НПО, которые «поддерживают гомосексуальность и нарушают спокойствие». Она утверждала, что НПО выделяли деньги на нарушение общественного порядка и распространяли гомосексуальность в стране. Также раскритиковала группы по защите гражданских прав за организацию протестов в Малави 20 июля 2011 года и призвала сельских жителей не протестовать. Получила в своей адрес много критики за заявления относительно протеста и гражданского общества. Восемь организаций подписали официальное письмо, признавая её право на свободу слова, но ставя под сомнение её роль представителя партии, так как это не было предусмотрено конституцией. Они обвинили её в распространении пропаганды и заявили, что её комментарии безрассудны и неприемлемы.